# Feromagnetizem
Fêromagnetízem je pojav, da je gostota magnetnega polja v snovi postavljeni v magnetno polje veliko večja od gostote magnetnega polja zunaj te snovi.
Feromagnetizem je posledica tega, da se magnetni dipoli v feromagnetnih snoveh znotraj makroskopskih območij, imenovanih Weissove domene, spontano uredijo in so urejeni tudi zunaj magnetnega polja. V zunanjem magnetnem polju se usmerijo magnetni momenti teh domen v smer zunanjega magnetnega polja.
Feromagnetizem je za razliko od paramagnetizma, ki je prisoten tako v trdninah, kapljevinah in plinih, prisoten le v redkih trdninah. Med njimi so: železo, kobalt, nikelj in nekatere zlitine.